# Cedric Nolf
Cedric Nolf (Kortrijk, 18 juni 1989) is een Belgische atleet, gespecialiseerd in de meerkamp. Nolf studeerde lichamelijke opvoeding en bewegingswetenschappen en bedrijfseconomie aan de Universiteit Gent.

## Belgische kampioenschappen
Outdoor
| Onderdeel   | Jaar       |
| ----------- | ---------- |
| verspringen | 2015, 2016 |

Indoor
| Onderdeel   | Jaar |
| ----------- | ---- |
| zevenkamp   | 2012 |
| verspringen | 2015 |

## Persoonlijke records
Outdoor
| Onderdeel            | Prestatie | Datum            | Plaats              |
| -------------------- | --------- | ---------------- | ------------------- |
| 100 m                | 10,86     | 28 april 2012    | Roeselare           |
| 400 m                | 49,74     | 27 juni 2012     | Helsinki            |
| 1500 m               | 4.51,15   | 29 mei 2011      | Herentals           |
| 110 m horden         | 14,69     | 27 mei 2012      | Götzis              |
| hoogspringen         | 1,95 m    | 17 augustus 2011 | Shenzhen            |
| polsstokhoogspringen | 4,90 m    | 20 maart 2012    | Stellenbosch        |
| verspringen          | 7,89 m    | 13 juli 2014     | Kortrijk            |
| kogelstoten          | 14,21 m   | 5 mei 2012       | Desenzano del Garda |
| discuswerpen         | 42,57 m   | 14 april 2012    | Roeselare           |
| speerwerpen          | 66,94 m   | 8 mei 2011       | Desenzano del Garda |
| tienkamp             | 7818 p    | 18 augustus 2011 | Shenzhen            |

Indoor
| Onderdeel            | Prestatie | Datum             | Plaats |
| -------------------- | --------- | ----------------- | ------ |
| 60 m                 | 7,03      | 9 februari 2014   | Gent   |
| 60 m horden          | 8,17      | 5 februari 2012   | Gent   |
| hoogspringen         | 1,87 m    | 4 februari 2012   | Gent   |
| polsstokhoogspringen | 4,80 m    | 5 februari 2012   | Gent   |
| verspringen          | 7,91 m    | 21 februari 2015  | Gent   |
| kogelstoten          | 14,20 m   | 10 februari 2013  | Gent   |
| zevenkamp            | 5669 p    | 4-5 februari 2012 | Gent   |

## Palmares

### verspringen
- 2008:  BK AC - 7,14 m
- 2009:  BK AC indoor - 7,06 m
- 2009:  BK AC - 7,28 m
- 2010:  BK AC indoor - 7,28 m
- 2010:  BK AC - 7,37 m
- 2011:  BK AC indoor - 7,28 m
- 2011:  BK AC - 7,33 m
- 2012:  BK AC - 7,51 m
- 2014:  BK AC indoor - 7,72 m
- 2014:  Guldensporenmeeting te Kortrijk - 7,89 m
- 2014:  BK AC - 7,81 m
- 2015:  BK AC indoor - 7,91 m
- 2015: 9e in kwal. EK indoor - 7,78 m
- 2015: 6e Universiade in Gwangju - 7,83 m
- 2015:  BK AC - 7,73 m
- 2016:  BK AC indoor - 7,68 m
- 2016:  BK AC - 7,80 m
- 2017:  BK AC indoor - 7,54 m
- 2017:  BK AC – 7,55 m

### zevenkamp
- 2012:  BK indoor - 5669 p

### tienkamp
- 2011: 4e Universiade Shenzhen - 7818 p
- 2011: 9e EK U23 - 7640 p
- 2012: 15e Hypo-Meeting - 7638 p
- 2012: DNF EK